# Сироткин, Владлен Георгиевич
Владле́н Гео́ргиевич Сиро́ткин (28 ноября 1933, Судогда, Владимирская область — 10 декабря 2005, Москва) — советский и российский историк и публицист. Доктор исторических наук, профессор Дипломатической академии МИД РФ. Исследователь эпохи Наполеона и истории золотого запаса Российской империи и перемещённых ценностей.

## Биография
В 1956 году окончил исторический факультет Московского университета. Ученик Е.В. Тарле, А. Л. Нарочницкого, А. З. Манфреда.
В 1963 году защитил кандидатскую диссертацию «Русская дипломатия и франко-русский союз в Тильзите».
Работал в Институте истории и Издательстве Академии наук СССР.
С 1965 года преподавал историю Франции в МГПИ, в последние годы профессор кафедры истории СССР исторического факультета.
Доктор исторических наук (1976, диссертация «Русская дипломатия и Франция после падения империи Наполеона. (10—20-е годы XIX в.)»).
С 1987 года — профессор Дипломатической академии МИД РФ.
В 1996 году удостоен «Legion of Merit of the International Napoleonic Society».
Скончался 10 декабря 2005 года. Похоронен на кладбище «Ракитки» (участок 45).

## Научная и преподавательская деятельность
Труды В. Г. Сироткина были обращены к внешней политике России, Великой французской революции, а в последние годы его научной работы он изучал историю русского золота, вывезенного из страны во время революций и Гражданской войны, в период с 1908 по 1922 год. По подсчетам профессора Сироткина, в этот период за рубежом осел практически весь золотой запас Российской империи, или 3,6 тыс. т. золота. «У России есть огромные неиспользованные резервы, целые клондайки из золота, недвижимости и авуаров (ценных бумаг), которые в XX в. остались за рубежом и до сих пор ни правителями СССР, ни управителями России не востребуются», — утверждал профессор Сироткин.
Владлен Георгиевич читал лекции в зарубежных университетах и был адъюнкт-профессором Парижского, Кембриджского и Принстонского университетов.
Доктор исторических наук, профессор РГГУ Бурганов Агдас Хусаинович называл профессора В.Сироткина "одним из самых вдумчивых исследователей".

## Общественная деятельность
В 1990—1993 годах — советник комитета по международным делам Верховного Совета РСФСР. Эксперт Государственной Думы Федерального Собрания РФ.
С начала 1990-х годов Сироткин возглавлял Экспертный совет по материальным и культурным ценностям за рубежом «Эритаж» («Наследие»), с 2000 года зарегистрированный как одноимённая ассоциация в Париже.
В. Г. Сироткин был автором и консультантом документальных фильмов: «Другие и Сталин» (1989), «Триумфальное шествие, или Провал мировой революции» (1990), «Наполеон. Легенда о великом полководце» (1996).
Выступал по радио и телевидению, вел на радио «Эхо Москвы» передачу «Российские тайны».

## Ценности России за рубежом
В 1993 году британская юридическая компания «Пинкертон» обратилась к В. Г. Сироткину как главе экспертного совета «Эритаж» с предложением довести до властей России информацию о накопленных за рубежом богатствах, дабы использовать их для выплаты внешних долгов. Эту фирму ещё в 1923 году нанял нарком внешней торговли СССР Л. Б. Красин, а к 1993 году она собрала банк данных по российскому зарубежному имуществу на 400 млрд долл. (300 млрд. — недвижимость, 100 млрд. — золото).
Сироткину и членам «Эритажа» удалось развернуть кампанию в отечественных и зарубежных СМИ на эту тему, а в январе 1995 года и марте 1999 года Владлен Георгиевич выступал с докладами о проблеме перемещённых ценностей на заседаниях правительства РФ и Совета безопасности. Кроме того, в этот временной период Сироткин и другие члены Экспертного совета при поддержке президента Российского союза промышленников и предпринимателей А. И. Вольского безуспешно пытались добиться действий по восстановлению прав собственности на российское зарубежное имущество от всех первых лиц государства — президентов, премьер-министров, первых вице-премьеров, директоров ФСБ и СВР. Однако темой золота и недвижимости заинтересовались «олигархи» Борис Березовский и Роман Абрамович, которые в 2000 году обратились к президенту Путину с предложением заняться этой проблемой в обмен на обещание погасить «весь внешний долг России». Администрация президента обратилась за консультацией в «Эритаж», выдавший резко отрицательное заключение по инициативе олигархов. После этого Путин подписал указ № 1771 от 23 октября 2000 г. «О мерах по улучшению использования расположенного за пределами Российской Федерации федерального недвижимого имущества, закрепленного за федеральными органами исполнительной власти и их представительствами, другими государственными органами Российской Федерации и государственными организациями», который возложил ответственность за это имущество на два госучреждения — МИД и Управление делами Президента, для чего в последнем было создано специальное подразделение «Госзагрансобственность» с сетью своих представителей за рубежом на базе торгпредств. В указе впервые было определено, что Управление делами Президента Российской Федерации и Министерство иностранных дел Российской Федерации представляют Российскую Федерацию в отношении расположенного за её пределами «недвижимого имущества бывшей Российской империи и бывшего СССР, в том числе недвижимого имущества его органов, организаций и учреждений, а также упраздненных органов исполнительной власти, других государственных органов и организаций Российской Федерации и осуществляют организацию поиска, защиту названного имущества, надлежащее оформление прав собственности Российской Федерации на него».
Золото и авуары по этому указу не были включены в поиск и оформление «на баланс» Российской Федерации. Но и по объектам, которые должно было искать, государственные чиновники работали гораздо пассивнее общественников: за первые три года работы чиновники не продемонстрировали результатов, тогда как «Эритаж» к 2003 году выявил только зарубежного российского золота вдвое больше указыванного в 1993 году фирмой «Пинкертон» (207 млрд долларов вместо 100 млрд с учётом накопленных за 80 лет процентов и обнаруженных депозитов русского золота в Швеции, Чехии, Швейцарии и других странах, ранее в расчётах не фигурировавших).
По основным странам только запасы так называемого «военного золота», вывезенного во время Первой мировой и Гражданской войн различными субъектами, оценены так:
- Япония — 80 млрд долл.;
- Великобритания — 50 млрд долл.;
- Франция — 25 млрд долл.;
- США — 23 млрд долл.;
- Швеция — 5 млрд долл.;
- Чехия — 1 млрд долл.

Официальные лица в США и Великобритании не оспаривали эти цифры, утверждал В. Г. Сироткин. Он также подчеркнул, что Россия исподволь оказалась в начале XX века у истоков создания МВФ и Всемирного банка.

## Критика
Российский историк Олег Будницкий в 2001 году оценил книгу Сироткина «Золото и недвижимость России за рубежом» весьма критически, упрекнув Сироткина в незнании целого ряда фактов по данному вопросу. По мнению Будницкого, Сироткин лишь стремился пробиться в состав каких-нибудь государственных органов («конечно, с единственной целью вести более эффективную борьбу за возвращение нашего национального достояния, зачем же еще?»).